# Diocèse de Fenoarivo-Atsinanana
Le Diocèse de Fenoarivo-Atsinanana (en fra. : diocèse de Fénérive Est), d'une superficie: 25 000 km2, fut érigé le 30 octobre 2000. 
Son siège est la cathédrale Saint Maurice à Fenoarivo Atsinanana.
Le siège épiscopal est actuellement occupé par Marek Ochlak depuis 2025. Le diocèse est suffragant de l'archidiocèse de Toamasina.

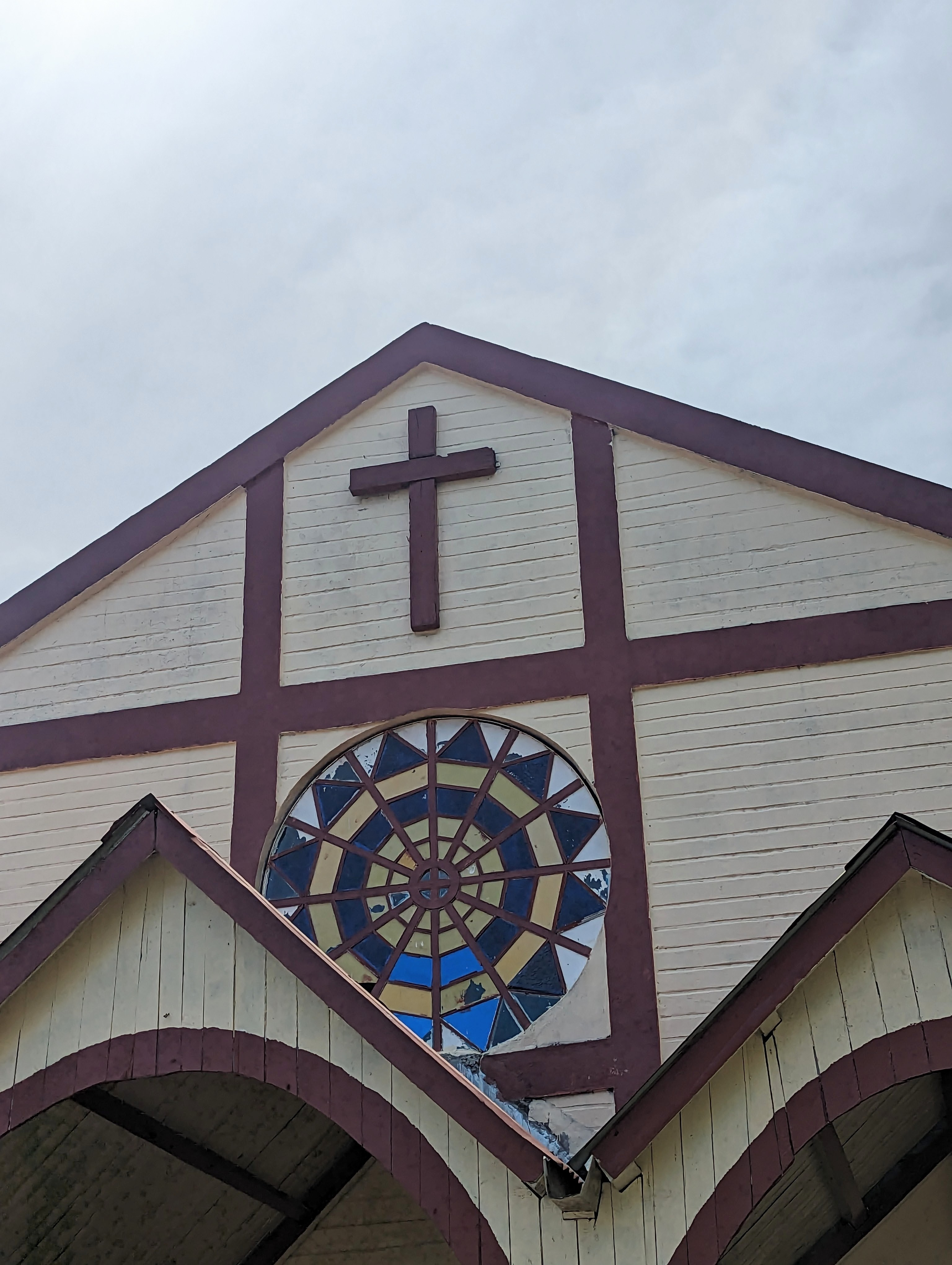
Cathédrale Saint-Maurice
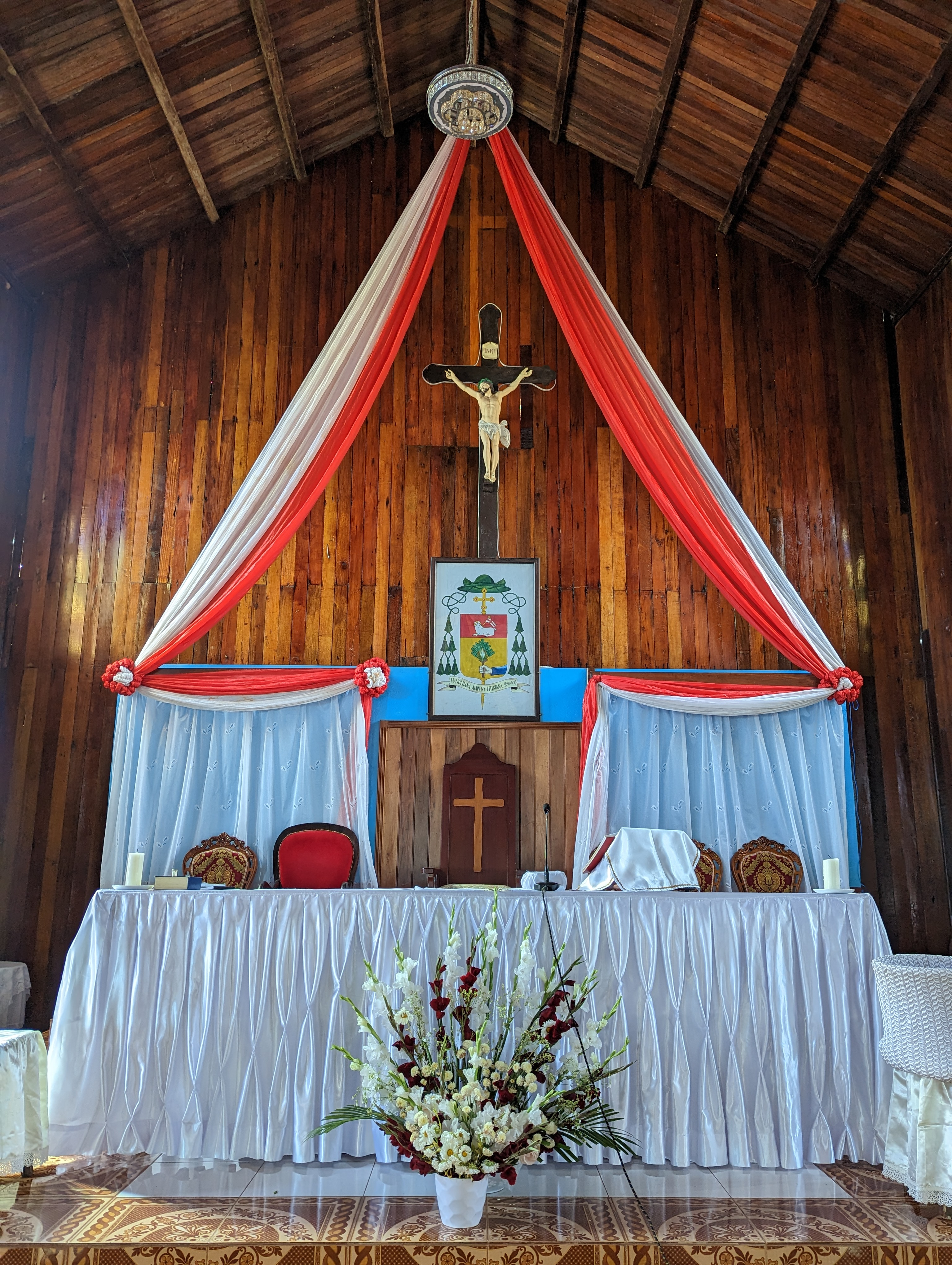
Intérieur de la Cathédrale Saint-Maurice